# لاوریتز ویگاند-لارسن
لاوریتز ویگاند-لارسن (نروژی: Lauritz Wigand-Larsen; ۲۴ اوت ۱۸۹۵ – ۴ ژوئن ۱۹۵۱) ژیمناست هنری اهل نروژ بود.